# Zail Singh
Gyani Zail Singh (pronunciationⓘ; 5 tháng 5 năm 1916 – 25 tháng 12 năm 1994) là Tổng thống Ấn Độ thứ 7 từ năm 1982 đến năm 1987. Trước khi làm Tổng thống, ông là chính khách của Đảng Quốc Đại Ấn Độ, và giữ nhiều chức vụ bộ trưởng trong Nội các Liên minh, bao gồm Bộ trưởng Nội vụ. Ông còn giữ chức Tổng Thư ký Phong trào không liên kết từ năm 1983 đến năm 1986.
Nhiệm kỳ Tổng thống của ông đánh dấu bởi Chiến dịch Ngôi sao Xanh, Vụ ám sát Indira Gandhi, và Cuộc nổi dậy chống Đạo Sikh. Ông mất vì đa chấn thương năm 1994 sau một vụ tai nạn xe hơi.